# Forças Aliadas Somalis
Forças Aliadas Somalis foram uma facção política da Guerra Civil da Somália, sendo o principal adversário do Movimento Patriótico Somali disputando o controle de Kismayo e do vale do rio Juba, uma área conhecida como Jubaland.
Após o colapso da autoridade central na Guerra Civil da Somália, o general Hersi "Morgan" declarou Jubaland independente em 3 de setembro de 1998.
Os opositores ao general "Morgan" eram oriundos dos clãs somalis Marehan, Ogaden e Habr Gedir. A Frente Nacional Somali, dos Marehans, e outros aliados do clã se agruparam como Forças Aliadas Somalis. Eles expulsaram o general "Morgan" de Kismayo em junho de 1999.
As Forças Aliadas Somalis seriam renomeadas Aliança do Vale de Juba em junho de 2001 e apoiou o Governo Transicional Federal. O líder da Aliança do Vale de Juba é o Coronel Barre Adan Shire Hiiraale, que mais tarde se tornou Ministro da Defesa do governo. O comandante da milícia é o coronel Abdulahi Sheik Ismael Fara-Tag.